# 卡盧科
卡盧科（西班牙語：Caluco），是薩爾瓦多的城鎮，位於該國西部，由松索納特省負責管轄，面積51.43平方公里，海拔高度362米，2007年人口9,139，人口密度每平方公里177.7人。